# Шимановський Митрофан Васильович
Шимано́вський Митрофа́н Васильович (03(15).06.1845 — ?) — дійсний статський радник, правник-цивіліст, суддя в Одесі і професор Казанського й Одеського університетів. Ряд праць з російського права, про місцеве право Бессарабії і Прибалтики.

### Життєпис та науковий доробок
Народився в Одесі у 1845. Початкову освіту здобув у 2-й одеській гімназії. У в 1862 поступив до Ришельєвського ліцею, але у 1863 перевівся на юридичний ф-ет С.-Петербурзького ун-ту. Учень П. Рєдкіна. Після завершення навчання у 1867 зі ступенем кандидата за твір «О дипломатических сношениях России в царствование Алексея Михайловича» був залишений стипендіатом на кафедрі історії руського права. У 1870 захистив у Казанському ун-ті магістерську дисертацію «О судебнике царя и великого князя Иоанна Васильевича Грозного». Був призначений приват-доцентом цивільного права та судочинства Казанського ун-ту. Але у зв'язку з призначенням членом одеського окружного суду читав лекції у Казанському ун-ті лише у 1876—1881. Був членом Товариства археології, історії та етнографії при Казанському ун-ті. 1881 повернувся до Одеси, де працював членом судової палати. 1882—1884 читав лекції з російського цивільного права на юрфаці ІНУ. Був одним з найактивніших діячів Одеського юридичного товариства, яке діяло спочатку при ІНУ, а потім окремо. Деякий час очолював Одеське слов'янське благодійне товариство Кирила та Мефодія. Організував встановлення пам'ятника О. Пушкіну в Одесі. Був серед ініціаторів створення Одеського фотографічного товариства.
Історичні праці складаються з двох груп: досить чисельних біографічних нарисів та історії установ. Останні мали значення як зведення великого масиву джерельного матеріалу, іноді архівних документів.
Помер в Одесі. Був похований на Старому кладовищі.

### Наукові публікації
- Исторический очерк образования и развития юридических обществ в России. — Одесса, 1882;
- Очерк возникновения исправительно-воспитательных заведений для малолетних преступников в России. — Одесса, 1884;
- Костомаров Н. И. — Одесса, 1885;
- О резешах (по документам архива бывшего новороссийского генерал-губернатора. — Одесса, 1899;
- Петр Григорьевич Редкин (Биогр. очерк). — Одесса, 1890.